# روبرت جاي كوهن
روبرت جاي كوهن (بالفرنسية: Robert J. Cohen)‏ هو محامي فرنسي، ولد في 1948.